# دواين وايد
دواين وايد (بالإنجليزية: Dwyane Wade) لاعب كرة سلة أمريكي ولد في 17 يناير 1982 في شيكاغو في الولايات المتحدة الأمريكية ، وقد اختير في الدرافت المركز الخامس عام 2003 من قبل النادي الذي يلعب فيه ميامي هيت في الدوري الأمريكي لكرة السلة للمحترفين وفاز بلقب الدوري عام 2006 وحصل على لقب أفضل لاعب في النهائيات، وتطور معدل نقاطه في الموسم المنتظم من 16.3 نقطة في المباراة الواحدة في موسم 2003 - 2004 إلى 24.1 نقطة في موسم 2004 - 2005 إلى 27.2 نقطة في موسم 2005 - 2006. فاز بمسابقة ((تحدي المهارات)) التي أجريت في إطار ((أول ستنارز ويك أند)) حيث يتوجب على اللاعب تجاوز العديد من الحواجز والكرة بحوزته.عام 2010، انضم كل من نجم كليفلاند كافالييرز وأفضل لاعب في الموسمين السابقين ليبرون جايمس، ونجم تورونتو رابترز كريستوفر بوش إلى صفوف ميامي، فشكلوا ما عرف ب«الثلاثي الكبير» ووصلوا إلى النهايات في أربعة مواسم متتالية وحصدوا لقبين عامي 2012 و2013. ويعد خسارتهم في نهائي 2014 أمام سان أنطونيو سبيرز، قرر ليبرون العودة إلى فريقه السابق. واختير وايد لمباراة كل النجوم لعام 2015 للعام ال 11 على التوالي.

## وصلات خارجية
- دواين وايد على موقع IMDb (الإنجليزية)
- دواين وايد على موقع الموسوعة البريطانية (الإنجليزية)
- دواين وايد على موقع ميوزك برينز (الإنجليزية)
- دواين وايد على موقع إن إن دي بي (الإنجليزية)
- دواين وايد على موقع قاعدة بيانات الفيلم (الإنجليزية)
- دواين وايد على موقع الاتحاد الدولي لكرة السلة (الإنجليزية)
- دواين وايد على موقع إن بي أي (الإنجليزية)
- دواين وايد على موقع سبورتس رفرنس (الإنجليزية)
- دواين وايد على موقع كرة السلة الأوروبية.كوم (الإنجليزية)
- دواين وايد على موقع DraftExpress.com (الإنجليزية)
- دواين وايد على موقع إي إس بي إن.كوم (الإنجليزية)
- دواين وايد على موقع كلية كرة السلة في سبورتس رفرنس.كوم (الإنجليزية)
- دواين وايد على موقع ريلجم (الإنجليزية)
- دواين وايد على موقع بروبوليرز (الإنجليزية)
- دواين وايد على موقع سبورتس رفرنس (الإنجليزية)

- دواين وايد في nba.com